# ANT–20
Az ANT–20 szovjet nyolcmotoros repülőgép volt, az 1930-as évek legnagyobb repülőgépe. Az Andrej Tupoljev által tervezett gép 1934-ben készült. A típusból mindössze két példányt gyártottak a voronyezsi repülőgépgyárban.

## A Makszim Gorkij repülőgép
Az első gépet Makszim Gorkij tiszteletére nevezték el. Ez alapvetően a sztálinista propaganda céljait szolgálta, fedélzetén nagy hatóerejű rádióadót, egy kisebb nyomdát, fotográfiai laboratóriumot, mozigépet és könyvtárat is elhelyeztek, csőpostával is felszerelték.. A nyomda feladata a repülőgépről leszórt röplapok gyártása volt. A gép szárnyain hat, a gép tetején rögzített gondolában további két motort helyeztek el egy tengelyen.
A gép 1935. május 18-án I. V. Mihejev és Ny. Sz. Zsurov pilóták irányításával bemutató repülésen volt Moszkva felett, röptét egy ANT–14, egy Polikarpov R–5 és egy Polikarpov I–5 vadászrepülő kísérte. Az utóbbit Nyikolaj Blagin vezette, aki egy forduló során az óriásgépnek ütközött. Mindkét repülő lezuhant, a balesetben 45 ember halt meg. Antoine de Saint-Exupéry, az egyetlen külföldi pilóta, akit a gép fedélzetére engedtek, még az előző napon röpült, így őt a baleset nem érintette. A balesetért Blagint hibáztatták, a gyorsan feltűnő „blaginizmus” kifejezés pedig hosszú időre a kártékony és felelőtlen ügyetlenség szinonimája lett a Szovjetunióban.

## Az ANT–20bisz repülőgép

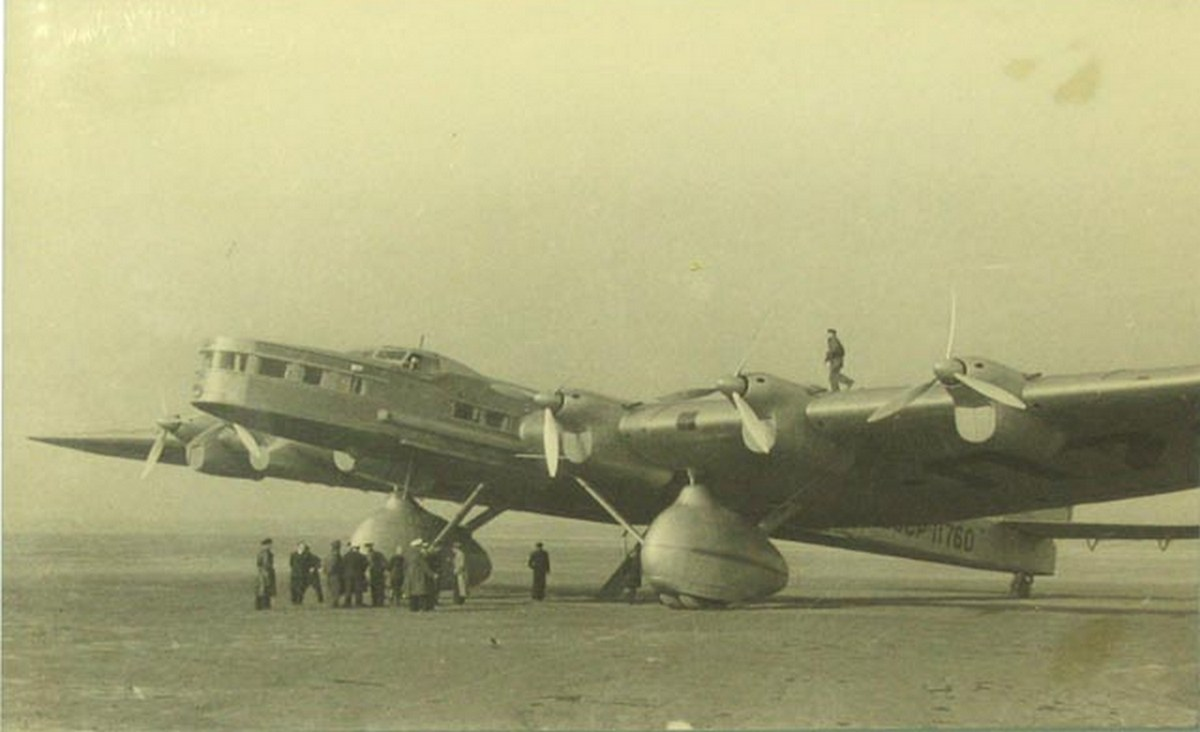
Az ANT–20bisz az Aeroflot utasszállító gépeként.

A lezuhant gép pótlására épített újabb óriásgép szárnyaira már újabb típusú, erősebb motorokat szereltek. Ezért a gép teste fölé szerelt további két motort már el lehetett hagyni, ami javította a szerkezet stabilitását. Ez a repülőgép Oroszország és Üzbegisztán közt közlekedett az Aeroflot utasszállító gépeként. Azonban 1942. december 14-én ez is lezuhant, mert a gép parancsnoka átengedte a kormányzást egy a gépen utasként utazó pilótának. Harminchat ember lelte halálát ebben a balesetben.

## Katonai változat
A repülőgép katonai változatának prototípusa először 1933-ban szállt fel Mihail Gromov berepülőpilóta vezetésével. A hónapokon át tartó tesztrepülések eredménye kiábrándító volt, ezért a gép sosem került sorozatgyártásba.